# Geometryczna niezmienność konstrukcji
Geometryczna niezmienność konstrukcji – oznacza taką jej własność, która odróżnia ją od mechanizmu. Własność ta polega na takim połączeniu ze sobą wszystkich części i elementów konstrukcji, że nie jest możliwe wystąpienie jakichkolwiek ich przemieszczeń bez równoczesnego pojawienia się w nich sił wewnętrznych przeciwdziałających tym przemieszczeniom. 
Konstrukcje geometrycznie zmienne (chwiejne) są mechanizmami i nie mogą być stosowane w budownictwie. Mechanizm można przekształcić w konstrukcję przez wprowadzenie odpowiednich, dodatkowych więzów kinematycznych. Wprowadzenie nadmiernej liczby tych więzów nazywamy przesztywnieniem konstrukcji, które jest korzystne ze względów bezpieczeństwa. Istota przesztywnienia polega na tym, że nie wszystkie z nałożonych więzów kinematycznych są konieczne dla zapewnienia niezmienności geometrycznej układu.
W konstrukcjach budowlanych typowymi więzami kinematycznymi są ich podpory. Narzucają one węzłom podporowym zerowanie się określonych przemieszczeń liniowych bądź też kątowych. Do więzów takich zaliczają się również wzajemne połączenia elementów tworzące węzły konstrukcyjne. Połączenia te wymuszają zerowanie się wybranych przemieszczeń wzajemnych pomiędzy elementami.